# Madhja-Paśćimańćal Wikas Kszetr

Lokalizacja regionu na mapie Nepalu

Madhja-Paśćimańćal Wikas Kszetr (nep. मध्य पश्चिमाञ्चल, ang. Mid-Western Development Region) – jeden z pięciu regionów Nepalu. Graniczy z Indiami na południu, z Chinami na północy, z regionem Sudur-Paśćimańćal na zachodzie oraz z regionem Paśćimańćal na wschodzie. Stolicą regionu jest Bīrendranagara.
Region ten dzieli się na następujące strefy:
- Bheri,
- Karnali,
- Rapti.